# Istituto Italiano di Cultura

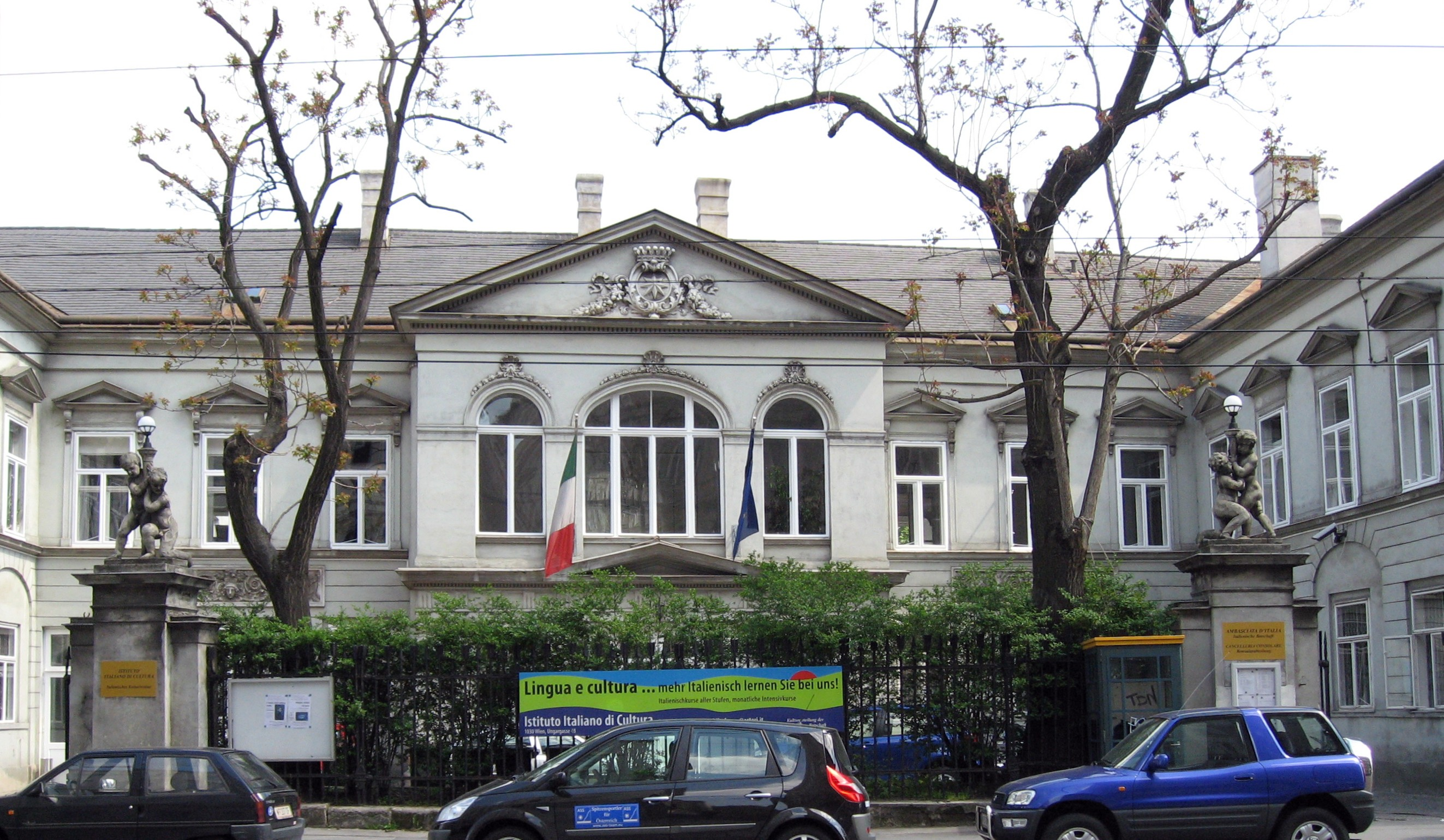
Italienisches Kulturinstitut im Palais Sternberg in Wien

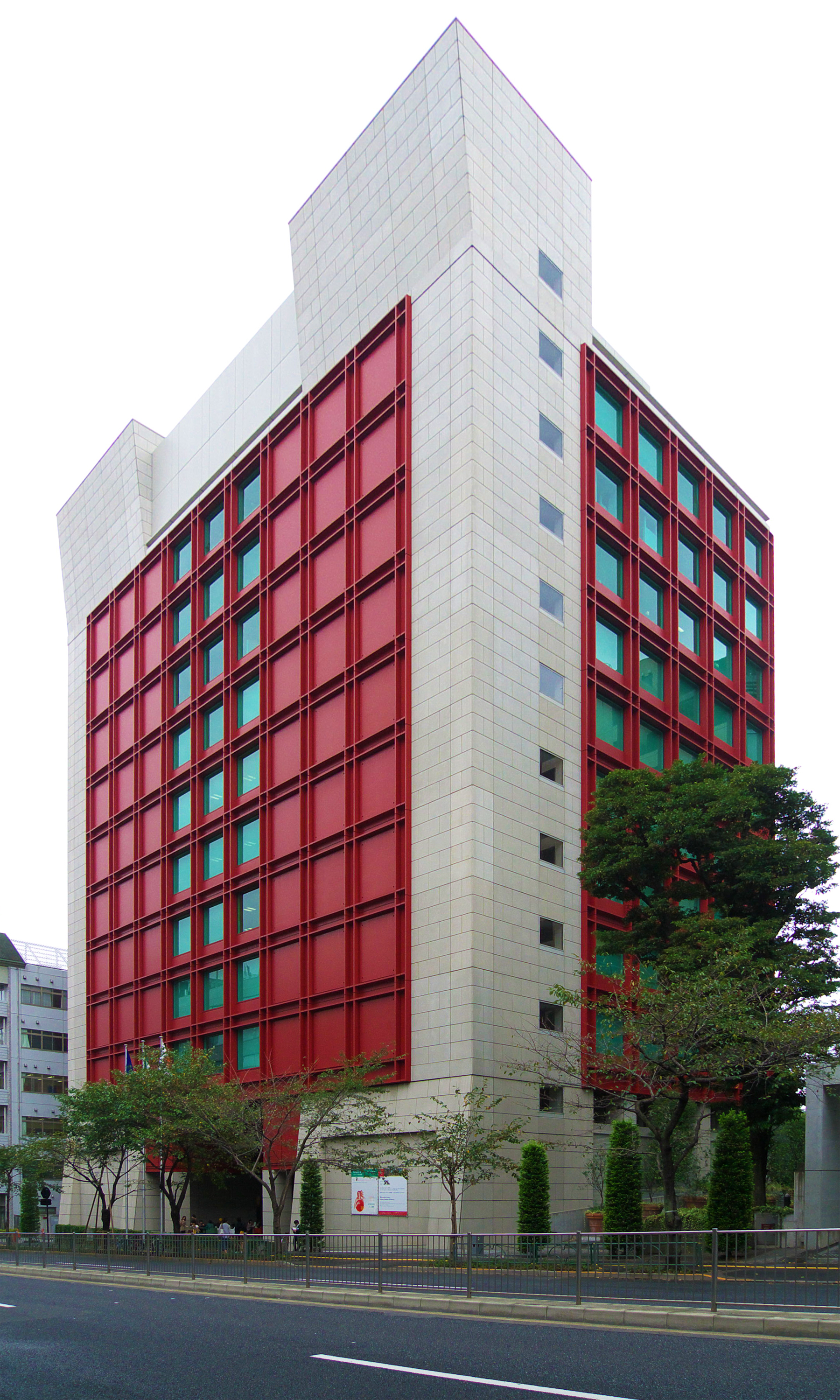
Italienisches Kulturinstitut in Tokios Bezirk Chiyoda

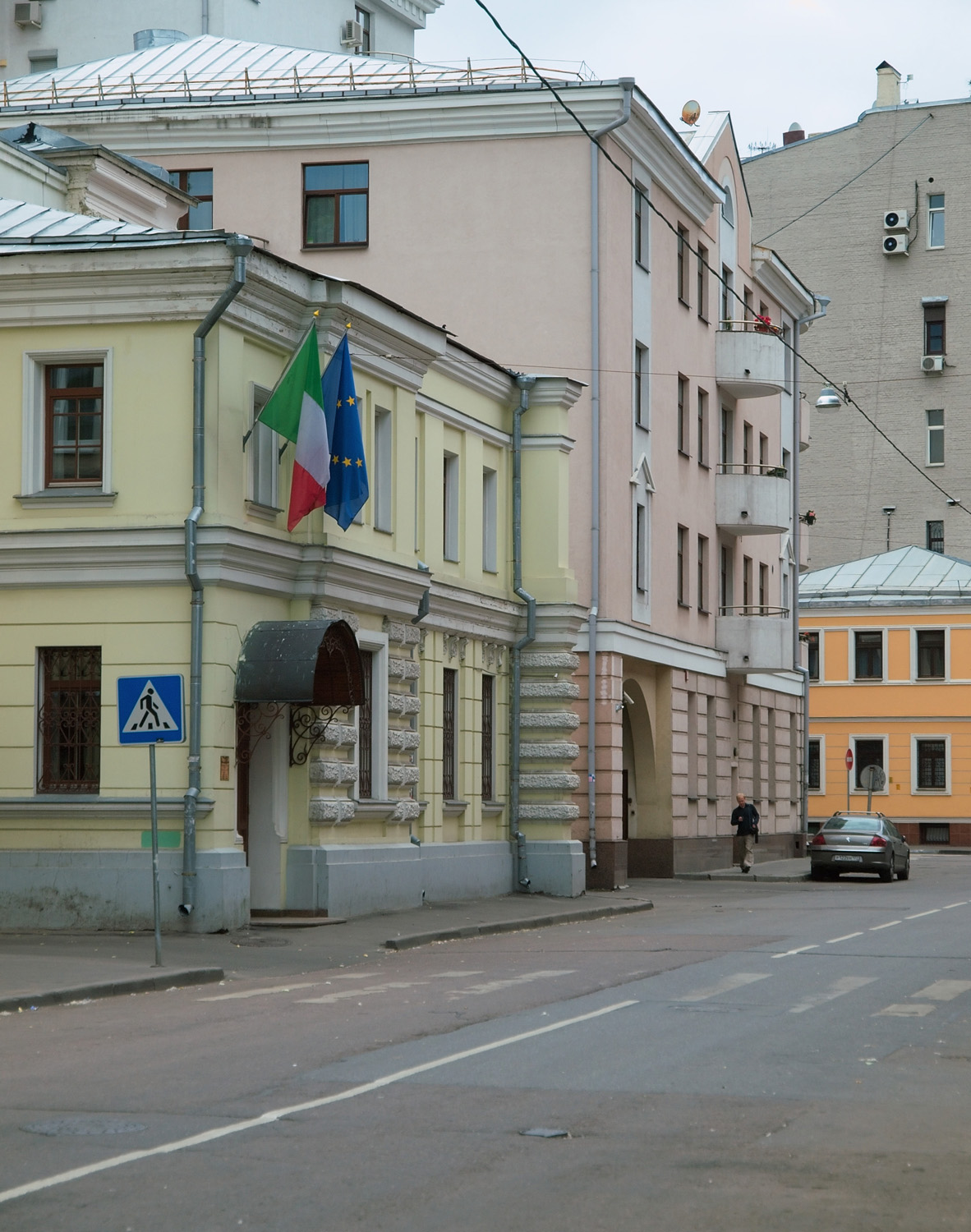
Italienisches Kulturinstitut in Moskau

Die italienischen Kulturinstitute (Istituti Italiani di Cultura) sind offizielle Organe der Italienischen Republik im Geschäftsbereich des Außenministeriums. Ihre Aufgabe ist die Förderung von Kulturveranstaltungen, der italienischen Sprache und Kultur im Ausland sowie des Dialogs zwischen Kulturschaffenden und Wissenschaftlern.

## Profil
Derzeit (Stand 2024) existieren 86 italienische Kulturinstitute auf sechs Kontinenten. Sie dienen als Ort des Dialogs und Treffpunkt für Künstler, Intellektuelle und andere Kulturvertreter, aber auch für alle italienischen wie ausländischen Bürger, die eine Beziehung zu Italien pflegen bzw. aufbauen wollen.
Die italienische Kulturinstitute sind im Ausland zudem Bezugspunkte für die dort ansässigen italienischen Bevölkerungsteile. Zugleich bieten sie auch Interessierten die Möglichkeit, die italienische Kultur kennenzulernen. Damit erfüllen die italienischen Kulturinstitute aber nicht nur die Funktion einer Informationsquelle über und eines Schaufensters für Italien. Vielmehr unterstützen sie kulturelle Kooperationen, Initiativen und Aktivitäten. Sie ergänzen damit die Arbeit der italienischen Botschaften und Konsulate auf der kulturellen Ebene und behandeln in ihren Veranstaltungen alle relevanten Aspekte Italiens von der Antike bis zur Gegenwart.

## Angebote und Dienstleistungen
- Organisation von Kulturveranstaltungen in den Bereichen Kunst, Design, Mode, Fotografie, Kino, Theater, Tanz und Musik
- Vermittlung italienischer Sprache und Kultur in Sprach- und Kulturkursen, die von erfahrenen muttersprachlichen Dozenten gehalten werden
- Bibliothek mit Büchern, Videokassetten, CDs und DVDs sowie einer Auslage italienischer Zeitungen und Zeitschriften
- Schaffen von Kontakten und Voraussetzungen für italienische Vertreter, um deren Integration in Austausch- und Kulturschaffungsprozesse auf internationaler Ebene zu erleichtern
- Informationen und logistische Unterstützung für öffentliche wie private, italienische wie ausländische Kulturvertreter
- Unterstützung von Initiativen, die interkulturellen Dialog fördern

## Im deutschsprachigen Raum
- IIC Berlin, am Sitz in der italienischen Botschaft, zuständig für Berlin, Brandenburg, Sachsen, Sachsen-Anhalt und Thüringen
- IIC Hamburg, Hansastraße 6, zuständig für Norddeutschland einschließlich Mecklenburg-Vorpommern
- IIC Köln, mit Generalkonsulat an der Universitätsstr. 81, zuständig für Nordrhein-Westfalen und Hessen
- IIC München, Hermann-Schmid-Straße 8, nahe der Theresienwiese, zuständig für Bayern
- IIC Stuttgart, Lenzhalde 69, nahe Generalkonsulat, zuständig für Südwestdeutschland
- IIC Wien, Palais Sternberg, Ungargasse 43, zuständig für Österreich
- IIC Zürich, Tödistrasse 65, zuständig für die Schweiz

Das IIC in Frankfurt am Main wurde 2014 geschlossen, der Zuständigkeitsbereich Hessen, Rheinland-Pfalz, Saarland und Unterfranken unter den Instituten in Köln, Stuttgart und München aufgeteilt. Das ebenfalls 2014 aufgelöste IIC in Wolfsburg gab seinen Zuständigkeitsbereich Niedersachsen an das IIC in Berlin ab. 2014 wurden auch die IIC in Luxemburg und Innsbruck aufgelöst.